# Cymothoe collarti
Cymothoe collarti is een vlinder uit de onderfamilie Limenitidinae van de familie Nymphalidae. De wetenschappelijke naam van de soort is voor het eerst geldig gepubliceerd in 1942 door Frans Overlaet.